# Pantano del Azibo
El Pantano del Azibo (oficialmente en portugués Paisagem Protegida da Albufeira do Azibo) es un espacio natural protegido de Portugal.
Está situado a 12 km de Macedo de Cavaleiros y a 30 km de Braganza.

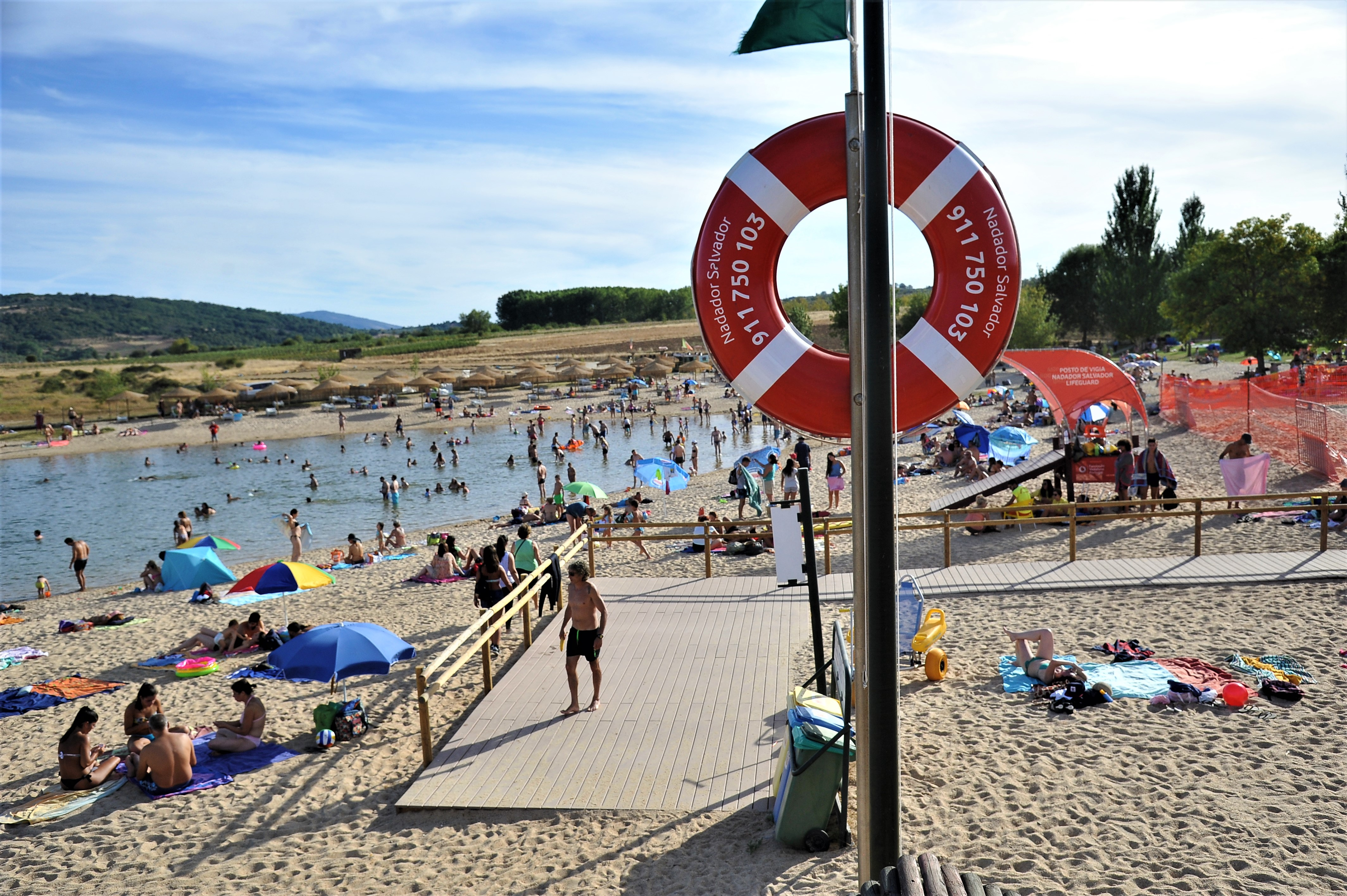
Playa de la Ribera.

Entre las numerosas actividades que se pueden practicar en este espacio natural destacan la observación de aves, el piragüismo, el senderismo y el baño en playas fluviales. 